# لوسیان شمش شادی
لوسیان شمش‌شادی، لوثین، لوسین یا لوکیانوس (یونانی باستان: Λουκιανὸς ὁ Σαμοσατεύς) (به لاتین: Lucianus Samosatensis) (زاده ۱۲۵ – درگذشته ۱۸۰)یک نویسنده، و پدیدآور اهل سوریه بود.
لوسیان از بزرگترین سوفسطائیان و سخن‌وران به‌شمار می‌رود که در سال ۱۲۵ در شمش‌شاد در امپراتوری روم به دنیا آمد.
او اصالتاً آشوری‌تبار بود.